# Bedrena vena
Bedrena vena (lat. vena femoralis), je vena u natkoljenici, koja odvodi deoksigeniranu krv iz dubokih i površinskih vena noge.
Bedrena vena se nastavlja na tok zakoljene vene (lat. vena poplitea) nakon što ona prođe kroz lat. hiatus tendineus, a završava kao vanjska bočna vena (lat. vena iliaca externa) kad prođe ispod preponske sveze (lat. ligamentum inguinale).
Bedrena vena u svom toku prati bedrenu arteriju (lat. arteria femoralis), u bedrenom trokutu (lat. trigonum femorale) leži medijalno od bedrene arterije i nalazi se u zajedničkoj vezivnoj ovojnici s bedrenom arterijom.
U bedrenu venu se ulijevaju (uz zakoljnu venu):
- lat. vena profunda femoris s pritokama (koje se mogu i izravno ulijevati u bedrenu venu):
  - lat. vena profunda femoris
  - lat. venae perforantes
  - lat. vena circumflexa femoris lateralis
  - lat. vena circumflexa femoris medialis
- lat. vena saphena magna s pritokoma:
  - lat. vena epigstrica superficialis
  - lat. vena circumflexa ilium superficialis
  - lat. vena pudenda externa